# Life-painting
|  | Denne artikel er oprettet af botten PalnaBot ud fra en ekstern database. Den kan derfor have sproglige fejl eller mangler. Denne skabelon kan fjernes efter kontrol af indholdet. |

Life-painting er en film instrueret af Tom Krøjer.

## Handling
Billedkunstneren Tom Krøjer arbejder i sit atelier til tonerne fra en gammel og slidt optagelse med Tom Krøjer & Friends.